# Moritz Reiter
Moritz Reiter (* 1981/1982) ist ein deutscher Basketballschiedsrichter.

## Leben
Reiter entstammt der TG Sandhausen. Dort spielte er Basketball im Jugend- sowie im Herrenbereich und wurde als Jugendlicher darüber hinaus als Schiedsrichter tätig. 2003 wurde er in den Bundesliga-Kader aufgenommen und fortan als Unparteiischer bei Partien der Basketball-Bundesliga eingesetzt. Im August 2007 stand Reiter erstmals als Schiedsrichter bei einem A-Länderspiel auf dem Feld. Er gehörte in den folgenden Jahren auch zu den Spielleitern bei internationalen Turnieren wie Herren- und Jugendeuropameisterschaften sowie in Europapokalspielen.